# بیمارستان کردیت ولی
بیمارستان کِرِدیت وَلی (انگلیسی: Credit Valley Hospital) یک بیمارستان همگانی در منطقهٔ میسیساگا در کلان‌شهر تورنتو در استان انتاریو است که در ۵ نوامبر ۱۹۸۵ میلادی افتتاح شد و جزئی از همیاران سلامت تریلیوم است. مؤسسه اطلاعات سلامت کانادا در سال ۲۰۱۲، این مرکز درمانی را به‌عنوان بهترین بیمارستان کلان‌شهر تورنتو انتخاب کرد.

## خدمات
این بیمارستان خدماتی ارائه می‌دهد و زمینه‌های پزشکی شامل موارد زیر را پوشش می‌دهد:
- بخش قلب و عروق
- توان‌بخشی /مراقبت‌های مداوم
- اورژانس
- پزشکی عمومی/داخلی
- ژنتیک
- روان‌پزشکی
- تصویربرداری تشخیصی
- پزشکی زایمان و پزشکی زنان
- سرطان‌شناسی (دارای ۶ دستگاه شتاب‌دهندهٔ خطی پرتودرمانی)
- بخش غدد درون‌ریز
- پزشکی کودکان
- دیالیز کلیوی
- جراحی

این بیمارستان مجهز به یک بالگردنشین هم‌سطح در شمال بیمارستان در نزدیکی تقاطع خیابان اِگلینتون غربی و خیابان کِرِدیت وَلی است.